# Triple joc
Triple joc (títol original en anglès Triple Cross, i en francès La Fantastique Histoire Vraie d'Eddie Chapman) és una pel·lícula d'espies anglo-francesa de 1966 dirigida per Terence Young i produïda per Jacques-Paul Bertrand. Va ser filmada a Eastman Color, impressió de Technicolor. Està doblada al català.
Triple joc es va basar lliurement en la història d'Eddie Chapman, que, durant la Segona Guerra Mundial, els alemanys creien que era el seu principal espia a Gran Bretanya, tot i que era un agent doble de l'MI5 conegut com "Zigzag". El títol original de la pel·lícula prové de la signatura de Chapman per marcar que estava transmetent lliurement per ràdio, un codi Morse XXX. Un altre significat del títol "Triple Cross" es fa evident a l'escena final de la pel·lícula. A Chapman, assegut a un bar, se li pregunta per a qui treballava realment. En resposta, aixeca el got per saludar el seu reflex al mirall.
Triple joc va ser la segona pel·lícula de Terence Young amb l'actriu francesa Claudine Auger, que havia estat la protagonista a Operació Tro (1965), que també va dirigir Young.

## Argument
Durant la Segona Guerra Mundial, el lladre de bancs condemnat Eddie Chapman es converteix en un agent triple que treballa tant per als britànics com per als alemanys.

## Repartiment
- Christopher Plummer com Eddie Chapman (aka Franz Graumann)
- Romy Schneider com Comtessa / Helga Lindstrom
- Trevor Howard com Freddie Young
- Gert Fröbe com coronel Steinhäger
- Claudine Auger com Paulette
- Yul Brynner com Baron von Grunen
- Harry Meyen com Keller
- Georges Lycan com Leo
- Jess Hahn com Comandant Braid
- Howard Vernon com oficial nazi
- Jean-Claude Bercq com Major von Leeb
- Jean Claudio com Sergent Thomas
- Robert Favart com General Dalrymple
- Bernard Fresson com Raymond
- Clément Harari com Losch

## Producció
En la seva autobiografia, Christopher Plummer va afirmar que Chapman havia d'haver estat un assessor tècnic de la pel·lícula, però que les autoritats franceses no el van permetre entrar al país perquè encara era buscat per un suposat complot per segrestar el sultà del Marroc . 

## Recepció
En general, les crítiques de Triple joc van ser mixtes. La revisió de Variety va pensar que l'actuació de Plummer era apàtica i la trama triturada. "Tot i que està basat en la història real d'un lladre britànic que va treballar com a doble espia durant la Segona Guerra Mundial, Triple joc està fet amb el patró d'espionatge estàndard, ràpid amb els seus guants, astut i amb sobrecarregats i evidents fragments de suspens llançats per robar això de la versemblança necessària per donar-li un toc més original". Roger Ebert, del Chicago Sun-Times, va donar a la pel·lícula 2,5 de 4 estrelles i va descriure la pel·lícula com "Una excursió lenta i poc planificada al negoci de l'espionatge. Una o dues actuacions competents lluiten a la superfície, trepitgen aigua. breument i enfonsar-se. És difícil arreglar la culpa".